# Египетско-южносуданские отношения
Египетско-южносуданские отношения — двусторонние связи между Арабской Республикой Египет и Республикой Южный Судан.

## История
Египет признал Южный Судан 9 июля 2011 года, став второй страной, сделавшей это. Кроме того, премьер-министр Эссам Шараф совершил свой первый зарубежный визит в Хартум и Джубу в преддверии отделения Южного Судана.
После вспышки насилия в Южном Судане министр иностранных дел Египта Набиль Фахми заявил, что в последние несколько дней Египет «уделял пристальное внимание развитию кризиса в Южном Судане, его безопасности и ситуации с правами человека, и высоко ценит стабильность братского Южного Судана и стратегических отношений между обеими странами на правительственном и неправительственном уровнях». Он также добавил, что специальный посланник будет направлен в Южный Судан со срочной дипломатической миссией, чтобы облегчить переговоры и заверить своих южносуданских коллег в том, что Египет поможет им преодолеть кризис. Позднее 27 декабря прибыла делегация во главе с заместителем министра по делам Африки Хамди Санадом Лозой и встретилась с президентом Южного Судана Сальваторе Кииром, где было объявлено, что Египет «поддержит все региональные усилия, направленные на достижение быстрого решения нынешнего кризиса, и полностью уверен в том, что все стороны хотят сдержать кризис до его эскалации». Кроме того, министр обороны Египта Абдель Фаттах ас-Сиси направил военный самолет, который доставил гуманитарную помощь в Южный Судан, что было охарактеризовано Лозой как «небольшой вклад в помощь в преодолении опасности чрезвычайного гуманитарного кризиса, который переживает народ Южного Судана». Груз содержал экстренную помощь, состоящую из восьми тонн продуктов питания и предметов медицинского назначения, предназначенных для оказания помощи населению в условиях нынешнего гуманитарного кризиса.
В ноябре 2020 года Абдель Фаттах ас-Сиси посетил Южный Судан, что сделало его первым президентом Египта, который это сделал.